# Новая Николаевка (Винницкая область)
Новая Николаевка (укр. Нова Миколаївка) — село в Винницком районе Винницкой области Украины. До 19 июля 2020 года входило в состав Немировского района.
Код КОАТУУ — 0523081402. Население по переписи 2001 года составляет 70 человек. Почтовый индекс — 22844. Телефонный код — 4331.
Занимает площадь 0,686 км².